# Saïd Haddou
Saïd Haddou (Issy-les-Moulineaux, 23 novembre 1982) è un ex ciclista su strada ed ex pistard francese.

## Palmarès

### Strada
- 2004 (Dilettanti, due vittorie)

La Côte Picarde
4ª tappa Boucles de la Mayenne (Changé > Laval)
- 2005 (Auber 93, una vittoria)

4ª tappa Tour de Gironde (Cenon > Villenave-d'Ornon)
- 2006 (Auber 93, una vittoria)

1ª tappa Tour du Poitou-Charentes (Saintes > Cognac)
- 2007 (Bouygues Télécom, una vittoria)

Tro-Bro Léon
- 2009 (Bbox Bouygues Telecom, una vittoria)

Tro-Bro Léon
- 2011 (Team Europcar, una vittoria)

5ª tappa Etoile de Bessèges (Gagnières > Bessèges)
- 2012 (Team Europcar, una vittoria)

Tallinn-Tartu Grand Prix

#### Altri successi
- 2012 (Team Europcar)

Prologo Tour Alsace (Sausheim, cronosquadre)

### Pista
- 2002

Campionati  francesi, Corsa a punti Under-23
Campionati europei, Americana Under-23 (con Laurent D'Olivier)

## Piazzamenti

### Grandi Giri
- Giro d'Italia

2009: 163º
- Tour de France

2009: 143º

### Classiche monumento
- Milano-Sanremo

2009: 71º
2010: ritirato
- Giro delle Fiandre

2009: 47º
- Parigi-Roubaix

2009: 26º
2010: ritirato
2011: 61º
2012: 38º

### Competizioni europee
- Campionati europei su pista

Büttgen 2002 - Americana Under-23: vincitore
Alkmaar 2007 - Americana: 5º